# Mikael Helmersson
Mikael Helmersson (* 29. September 2003 in Brixen) ist ein italienisch-schwedischer Handballspieler.

## Karriere

### Im Verein
Mikael Helmersson ist als Sohn einer Italienerin und eines Schweden in Italien aufgewachsen. Bereits mit 15 Jahren ging er nach Deutschland um in der Jugend der SG Flensburg-Handewitt zu spielen. 2022 wechselte er nach Schweden zu Ystads IF HF. Nach einer Saison löste er Im Sommer 2023 seinen Vertrag vorzeitig auf und war darauf zunächst ohne neuen Verein. Zu Beginn der Rückrunde im Februar 2024 unterschrieb er einen Vertrag beim deutschen Zweitligisten HSC 2000 Coburg. Zunächst nur bis zum Saisonende, worauf er aber um zwei weitere Jahre verlängerte.

### In Auswahlmannschaften
In der Jugend lief er zunächst für die schwedische Jugend-Nationalmannschaft auf. Mit den schwedischen Junioren belegte er den 4. Platz bei der U20-Europameisterschaft 2022.
Im Januar 2024 gab er sein Debüt für die italienische Nationalmannschaft. Bei der Weltmeisterschaft 2025 warf er vier Tore in fünf Spielen und kam mit der Auswahl auf den 16. Rang.

## Privat
Mikael Helmersson stammt aus einer Handball-Familie. Seine Mutter Elke Niederwieser war ebenfalls italienische Handballnationalspielerin und sein Vater Peter Helmersson spielte auch Handball. Unter anderen spielten auch sein Onkel Michael Niederwieser und seine Cousine Anika Niederwieser in der italienischen Handballnationalmannschaft.